# ジョシュ・スコット
ジョシュ・スコット（Josh Scott、1993年〈平成5年〉7月13日 - ）は、元日本のプロバスケットボール選手。
元B.LEAGUE所属。
ポジションはパワーフォワード・センター。アメリカ合衆国出身。
2025年〈令和7年〉5月3日、自身のインスタグラムに英語での投稿でバイセクシャルを告白。続けて13日には日本語で記したメッセージを投稿した。

## 経歴（プロキャリア）
2017年8月21日、島根スサノオマジックと契約した。
2018年6月5日、自由交渉リスト公示が発表され、同年6月7日、琉球ゴールデンキングスと契約した。2019年11月19日、琉球との契約が終了した。
2020年6月24日、宇都宮ブレックスと契約した。
2020-21シーズンにはB.LEAGUEシーズン最高勝率、B.LEAGUE FINALS 2020-21進出に貢献。
2021-22シーズンにはチャンピオンシップ6試合を含め、全62試合をスターティングメンバーで出場。レギュラーシーズン1試合平均得点15.9点を記録し、 B.LEAGUE 2021-22 CHAMPIONSHIP 優勝に大きく貢献した。
2023年6月22日、宇都宮との契約満了が発表され、翌日、横浜ビー・コルセアーズに加入することが発表された。
2024年5月13日、横浜との契約満了が発表された。

## 経歴（学生時代）
2012年、コロラド州年間最優秀選手賞Mr. Colorado Basketball受賞。